# Eublemma albostriata
Eublemma albostriata är en fjärilsart som beskrevs av Alfred Ernest Wileman och Reginald James West 1929.
Eublemma albostriata ingår i släktet Eublemma och familjen nattflyn. Inga underarter finns listade i Catalogue of Life.